# Heinrich vom Graben
Heinrich vom Graben, sowie Hainzlein vom Graben, auch Grabner (* 14. Jahrhundert Schloss Alt-Grabenhofen; † nach 1363 ebenda) war ein steirischer Edelmann aus der Familie der Herren von Graben aus deren Konradinischen Linie am Graben in Graz.

## Biografie

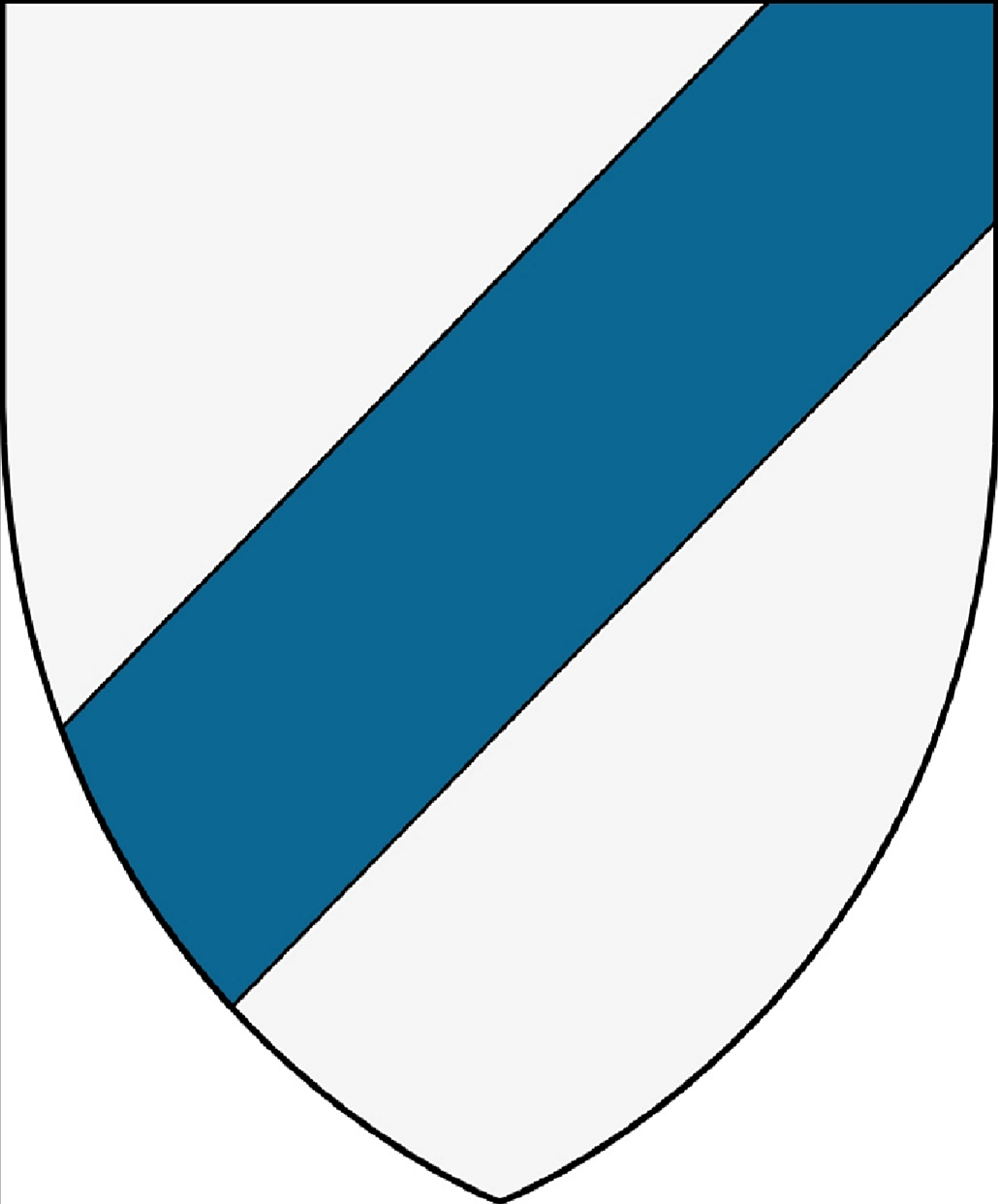
Wappen der Krainer Stammlinie sowie der Konradinischen Linie am Graben (Graz)

Die Graben der Linie Am Graben waren Lehensleute
der Herren von Walsee und der Stubenberger und mit dem Stift Rein verbunden. Heinrich war ein Sohn des Konrad I. vom (ab dem) Graben und wurde erstmals im Jahre 1325 gemeinsam mit seinen beiden älteren Brüdern Konrad II. und Reinprecht II. sowie seinem jüngeren Bruder Niclein [Niklas] in einer Urkunde des Stiftes Rein erwähnt.

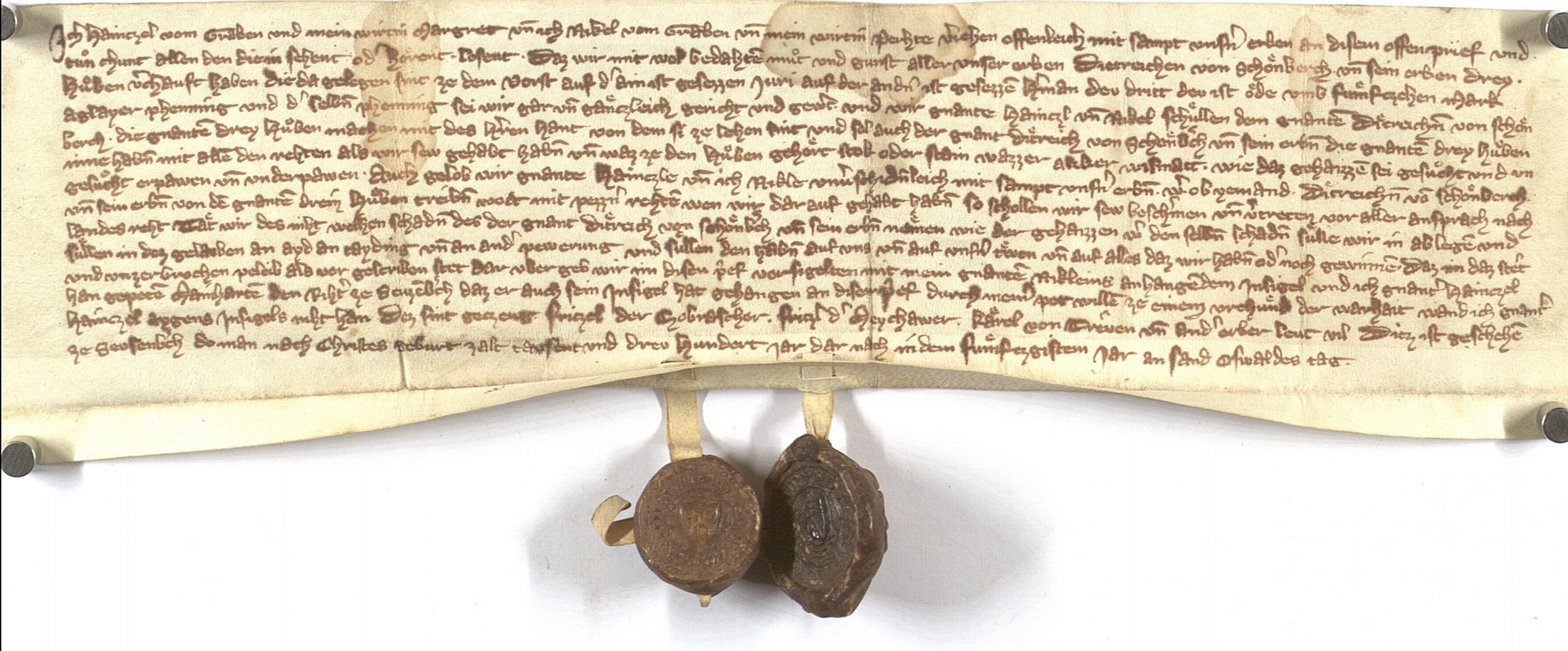
Urkunde am 5. August 1350 zu Seisenberg (Žužemberg): Hainczel (Heinrich) vom Graben und seine Frau Margret sowie (Heinrichs Bruder) Nikel (Niclein) vom Graben und seine Frau Perhte verkaufen mit Hand ihres Herrn dem Dietreich von Schoenberch (Šumberk, Schönberg) drei Huben zu Vorst (Boršt)- auf der einen ist gesessen Juri, auf der anderen Herman, die dritte ist öde – um 15 Mark Agleier Pfennig. Siegler: Niklein vom Graben, Mainhart der Richter zu Seuzenberch (Žužemberg, Seisenberg) Zeugen: Friczel der Czobrascher, Friczl der Meychawer (Mehovo, Maichau), Karel von Treven (Trebnje) und andere

Die Namensform Heintzl in der Urkunde von 1325 lässt vermuten, dass er damals noch nicht vogtbar war. 1345 hatten Heinrich und Niklas einen Streit wegen einer halben Hube bei Deutschfeistritz mit dem Propst zu Seckau, der vom Landeshauptmann Ulrich II. von Walsee zugunsten des Propstes entschieden wurde. In dieser Urkunde siegelte Niklas für sich und Heinrich mit dem Schrägbalkensiegel. Aus der Urkunde geht hervor, dass die Gebrüder verheiratet waren und auch Kinder hatten. Wißgrill schreibt Heinrich die Frau Margret zu, Sikora ihm wohl fälschlicherweise eine Frau namens Percht, die aber als Frau seines Bruders Niklas gilt. 1350 in der Urkunde zu Seisenberg (Žužemberg) verkauften die Gebrüder Heinrich und Niklas mit ihren beiden Ehefrauen Margret und Percht mit der Hand ihres Lehensherren Dietreich von Schoenberch (Šumberk, Schönberg) drei Huben zu Vorst (Boršt) um 15 Mark Agleier Pfennig. Die Gebrüder verkauften 1359 drei Huben bei Peilenstein bei Cilli. 1357 scheint Percht beim Verkauf einer Hube zu Kribitschberg bei Idring (bei Pesnica) auf. Auch beim Verkauf eines Stubenberger Lehen an der Laßnitz an den Pfarrer zu Graz siegelte sie mit dem Schrägbalkensiegel. Heinrich wurde 1363 zu Cilli durch Erzherzog Rudolf IV. mit ehemaligen Wildoner Lehen, dem „Dorf zu Nidern-Varmbach“ (Farenbach bei Leibnitz) samt Bergrecht, Wald, Feld und Wiesen, mitsamt der Maut zu Swartzach bei Leutschach, dem Hof zu Krenn bei Leibnitz sowie einem Teil am Dorf Lipsch bei Leibnitz belehnt. Heinrichs Oheim war Niclas der Weissenecker.

## Quelle
- Von Graben Forschung